# Taylor Cole (baseball)
Pour les articles homonymes, voir Taylor Cole.
Taylor James Cole (né le 20 août 1989 à Simi Valley, Californie, États-Unis) est un ancien lanceur droitier de la Ligue majeure de baseball.

## Carrière
Taylor Cole est repêché à trois reprises par des équipes de la Ligue majeure de baseball. Il est sélectionné par les Dodgers de Los Angeles au 26e tour de sélection en 2007 puis par les Diamondbacks de l'Arizona au 31e tour en 2008, sans signer de contrat avec ces clubs. Il délaisse ensuite le baseball pendant deux ans afin de compléter une mission pour l'Église mormone au Canada et rejoint à son retour les Cougars de l'université Brigham Young. Cole signe son premier contrat professionnel avec les Blue Jays de Toronto, qui le choisissent au 29e tour du repêchage amateur de 2011.
Cole évolue en ligues mineures de 2011 à 2017 avec des clubs affiliés aux Blue Jays, où il est généralement lanceur partant, et fait ses débuts dans le baseball majeur avec Toronto comme lanceur de relève le 9 août 2017 : en une manche, il donne 4 points et 6 coups sûrs aux Yankees de New York et est atteint au pied par une balle frappée par Didi Gregorius, ce qui lui vaut un séjour sur la liste des blessés avec un orteil fracturé.